# Chiesa di San Michele a Volognano

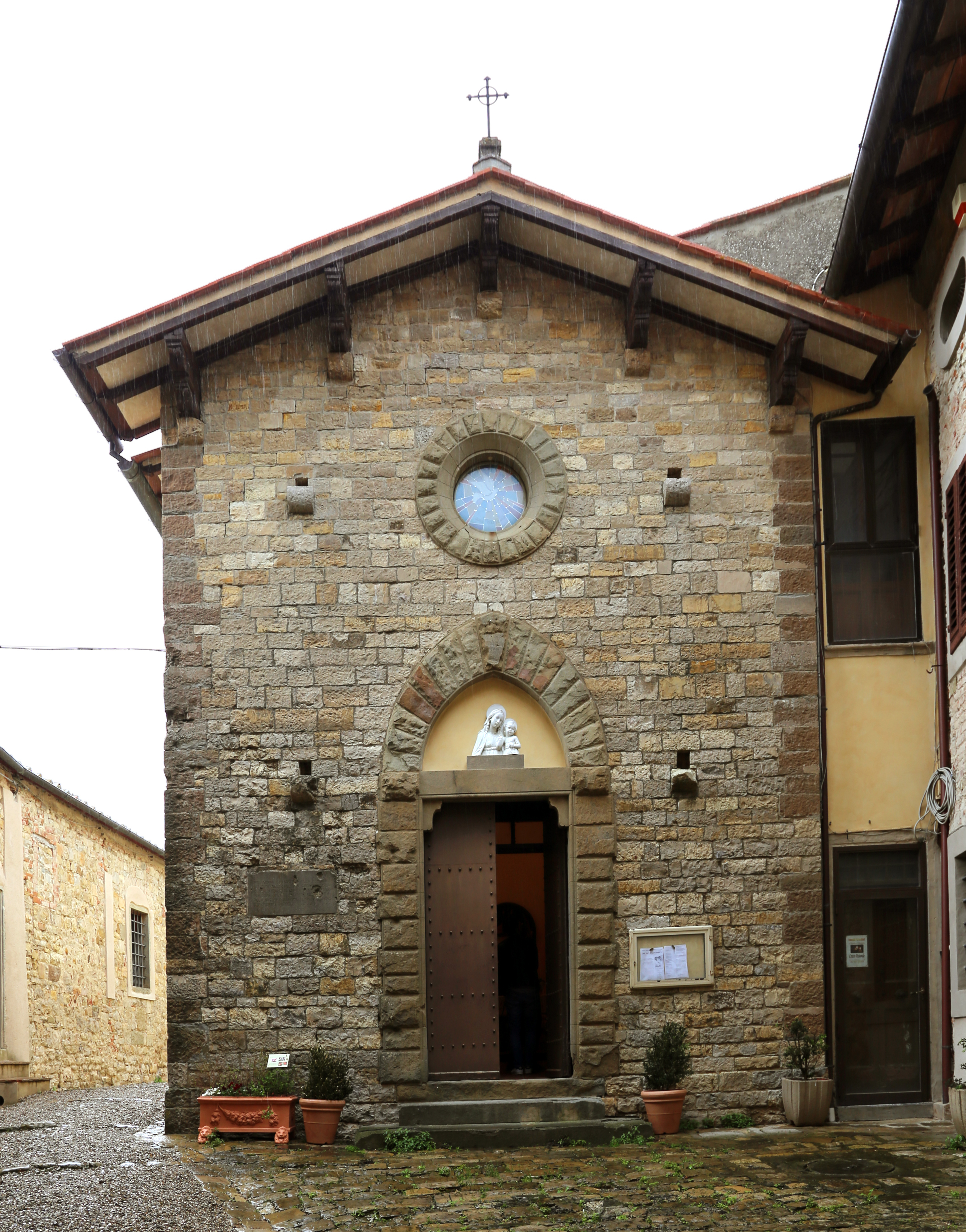
Facciata

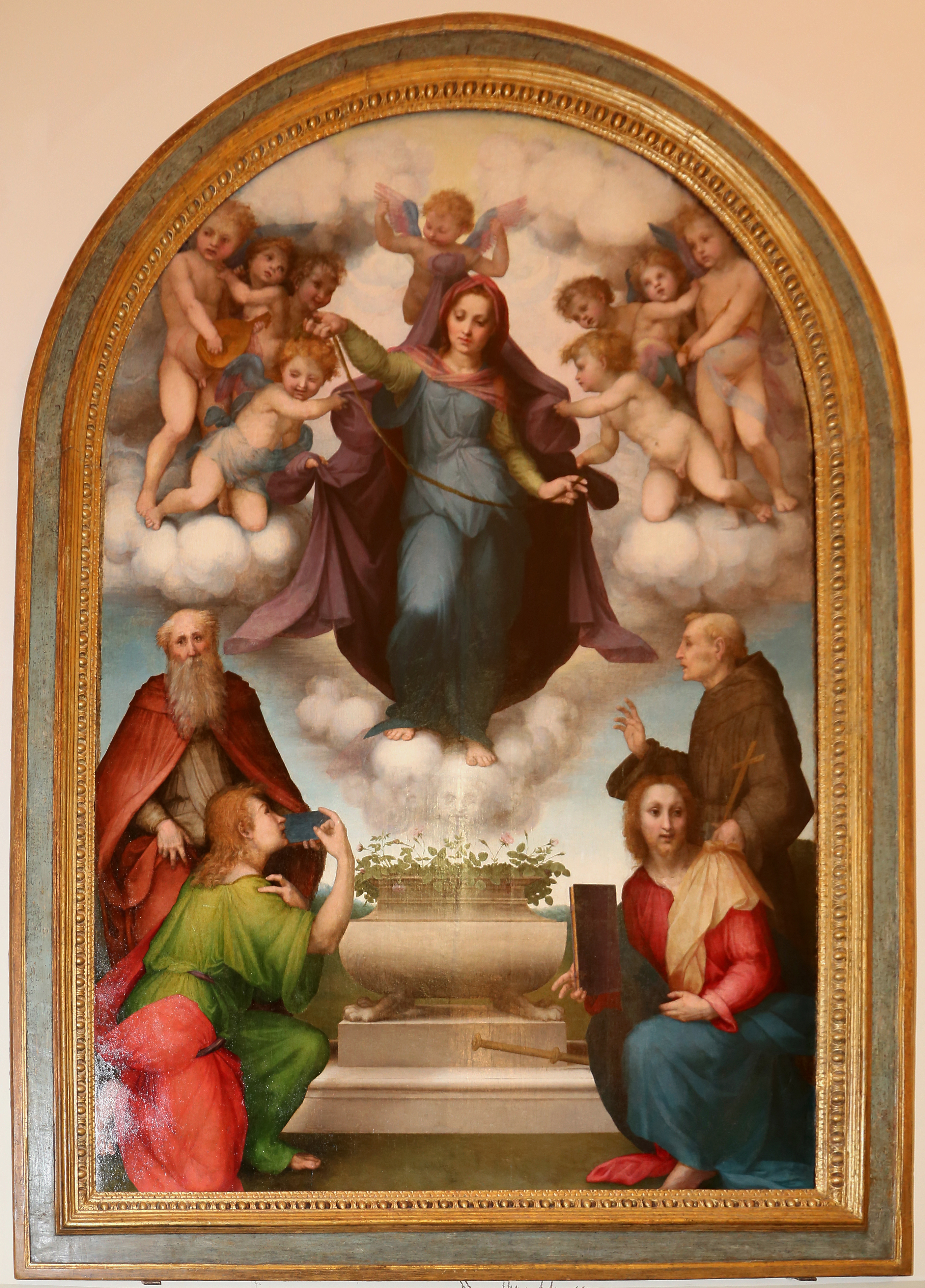
La pala di Andrea del Sarto

La chiesa di San Michele a Volognano si trova nel comune di Rignano sull'Arno.

## Storia e descrizione
L'origine della piccola chiesa si deve far risalire ad una cappella esistente nell'antico Castello di Volognano, dedicata al Santo Arcangelo già molto venerato dai Longobardi, distrutta insieme al maniero dei signori di Volognano nel 1304 dal Comune di Firenze e ricostruita dopo la distruzione insieme ad esso. Nel Quattrocento e nel Cinquecento la chiesa fu priorato della famiglia Della Vacchia, come si legge nei resoconti delle visite pastorali dell'epoca, e come si vede dagli stemmi della famiglia sul portale della sacrestia e sul pulpito. Più tardi, nel Seicento, il priorato passò agli Zanchini (o Da Quona o Da Volognano). Una lapide posta sotto il pulpito ricorda una sentenza del 10 Dicembre 1670 che confermò il patronato della chiesa a Odoardo di Alamanno Zanchini vietando a Cosimo di Esaù Martellini della Cerva di apporre le proprie armi in chiesa. La chiesa attuale è quella ripristinata nel 1889 in stile neogotico, come si vede nella facciata e nel campanile a torre aggiunto in quel periodo in sostituzione di un precedente campaniletto a vela. 
Il semplice interno, scandito da archi trasversi, conserva diverse opere, tra cui alcune importanti e di altissima qualità: la Madonna col Bambino di Lorenzo di Bicci nella nicchia a sinistra nel presbiterio, del 1385-90 circa, recante lo stemma dei Della Vacchia committenti del dipinto, è l'opera più antica della chiesa. La tavola attuale è probabilmente la parte centrale di un polittico cuspidato che nel tardo Quattrocento era stato riquadrato con l'aggiunta di figure di angioletti, rimossi nell'ultimo restauro.
In chiesa spicca però la Madonna della Cintola con i santi Antonio abate, Tommaso, Francesco ed Jacopo (1512 circa), un dipinto di grande interesse ma di difficile attribuzione. Assegnata dalla critica prima a Domenico Puligo, poi agli inizi del Rosso Fiorentino e più recentemente ad Andrea del Sarto con ampia partecipazione degli allievi, i giovani Pontormo e Rosso Fiorentino. L'impostazione è fortemente sartesca, soprattutto nella figura dell'Assunta, ma il tono aspro e caricato nella parte sinistra della tavola sembra spettare al giovane Rosso, come l'espressività di San Francesco (ma almeno il San Jacopo in basso a destra appare fortemente pontormesco). Il dipinto si trova all'altare della Compagnia di Santa Maria o della Vergine Maria, rifondata nel 1507 con la dedica all'Assunzione della Vergine ad opera di un Cosimo Martellini, forse da riconoscersi nel committente della tavola.
La bella pala d'altare di Mariotto Albertinelli raffigurante la Madonna col Bambino e santi Paolo, Michele, Apollonia e Pietro, quasi contemporanea alla Madonna della Cintola, è firmata e datata 1514, e fu commissionata dal personaggio ritratto in basso a destra, presumibilmente un esponente della famiglia Della Vacchia da Volognano, Zanobi di Antonio. L'opera, realizzata per la chiesa come dimostra la presenza del santo eponimo, fu realizzata per l'altare maggiore dove è stata fino al 1992, quando è stata collocata sulla parete sinistra.
Oggi dietro all’altare maggiore si trova una lunetta lignea del primo Novecento, dono della famiglia D’Ancona proprietaria all'epoca del castello, rappresentante San Michele Arcangelo entro una cornice di fiori e frutta che riproduce modelli di Andrea della Robbia.
L'oratorio della Compagnia, alla quale si accede dal coro della chiesa, custodisce una pala di Neri di Bicci con la Crocifissione coi santi Gregorio, Monica, la Vergine, Maria Maddalena, Girolamo, Giovanni evangelista, Agostino, Giovanni Battista del 1453-1459 e proveniente dalla pieve di San Lorenzo a Miransù.